# Диалектологические карты русского языка
Диалектологи́ческие ка́рты ру́сского языка́ — карты, составленные с использованием методов лингвистической географии, отображающие на территории распространения русского языка диалектных объединений (наречий, групп говоров, диалектных зон).

## История изучения русских говоров и составления карт

### Русская диалектология в XIX — начале XX века
Процессы системного и детального изучения русских говоров начались в XIX веке исследованием различных лингвистических особенностей в пределах распространения русского языка, установлением возможностей объединения их в территориальные группы и составления карты русских говоров.
Созданию диалектологических карт русского языка предшествовали работы многих учёных по исследованиям в области русской диалектологии, описаниям русских говоров и собиранию диалектических материалов. В 1852 году выходит, благодаря усилиям А. Х. Востокова и И. И. Срезневского, «Опыт областного великорусского словаря», а в 1958 году — дополнение к нему. По этому поводу в 1852 году В. И. Даль дал сжатый очерк наречий великорусского языка в статье «О наречиях русского языка», большую роль в развитии русской диалектологии сыграл его «Толковый словарь живого великорусского языка» (1863—1866), куда были включены многие диалектные слова. В дальнейшем появились значительные работы в области русской диалектологии А. А. Потебни, А. И. Соболевского, А. А. Шахматова и мн. др. учёных. В «Опыте русской диалектологии» (1897) А. И. Соболевский собрал и систематизировал все достижения в изучении русских говоров того времени. А. А. Шахматов составил программу для собирания сведений по русским говорам и использовал данные диалектологии для объяснения процессов в развитии русского языка. Вместе с Л. Л. Васильевым он установил основные типы аканья в русских говорах, разработкой типологии аканья также занимался Н. Н. Дурново.

### Карта южно-русских наречий и говоров 1871 года

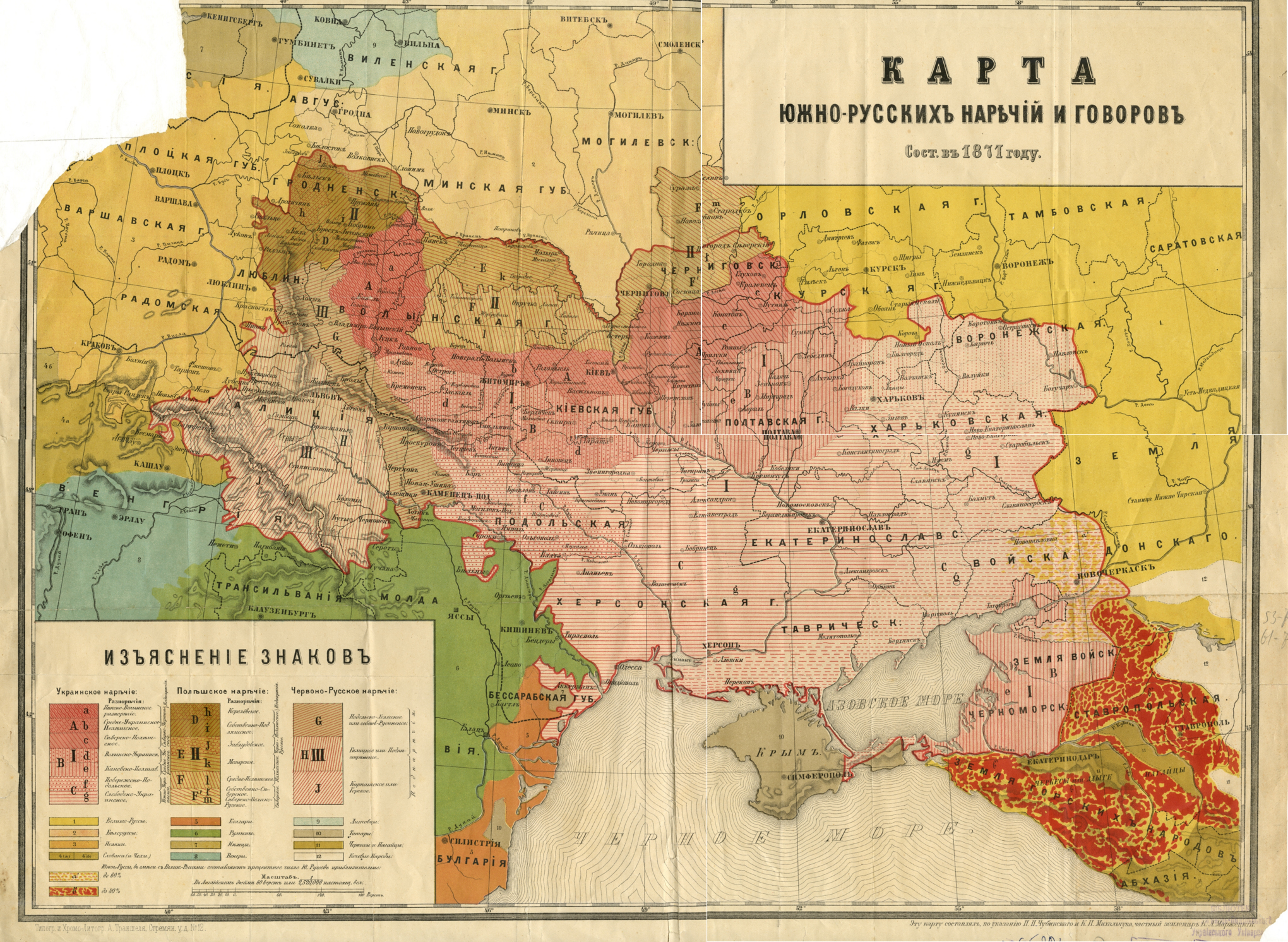
Карта южно-русских наречий и говоров 1871 года

Карта южно-русских наречий и говоров была подготовлена этнографом П. П. Чубинским (автором текста украинского национального гимна) и языковедом К. П. Михальчуком. Начерчена частным землемером К. Л. Маржецким и отпечатана в «Типографии и Хромо-Литографии А. Траншеля» в Санкт-Петербурге. Опубликована в изданиях Юго-западного отделения Русского императорского географического общества.
Очерченные красной линией «южнорусские наречия и говоры» обозначают территорию доминирования малороссийского (украинского) языка в Российской и Австро-Венгерской Империях на середину XIX века. Показаны три основных наречия — украинское, полесское (полешское) и червоно-русское.
Карта находится в фондах Зала картографии Национальной библиотеки Украины им. В. Вернадского (Киев).

### Диалектологическая карта 1914 года

Диалектологическая карта русского языка 1914 года

Поставленные задачи по составлению карты говоров впервые были в полной мере реализованы в начале XX века. Московской диалектологической комиссией (под руководством академика А. А. Шахматова, профессоров Н. Н. Дурново и Д. Н. Ушакова) была принята и развита классификация русских наречий А. А. Шахматова. Опираясь на эти данные, комиссия опубликовала две программы по собиранию диалектологических сведений в 1909 и 1911 годах. Методом анкетирования сельского населения были исследованы говоры Европейской части России, и на основе этих данных в 1914 году была составлена диалектологическая карта русского языка в Европе (издана в 1915 году). Это событие явилось первым этапом в изучении русских диалектов. На этой карте были показаны территории распространения и отражено диалектное членение великорусского, малорусского и белорусского наречий русского языка (которые позднее стали считать тремя самостоятельными восточнославянскими языками — русским, украинским и белорусским). Территория распространения русского языка была разграничена на два крупных диалектных подразделения — наречия — северновеликорусское и южновеликорусское, которые в свою очередь были разделены на группы говоров, впервые было введено понятие среднерусских переходных говоров. При этом разделение языка на более мелкие единицы было произведено исключительно по лингвистическим принципам, не опираясь как ранее на совокупности этнографических отличий какой-либо области. Несмотря на недостаточность материалов, неравномерность исследований и общий уровень развития диалектологии того времени в диалектологической карте обозначен верный подход в определении территорий русских наречий, разделённых на группы говоров, в принципах их выделения и характеристиках. Наличие данных территориальных разновидностей было подтверждено дальнейшим изучением русского языка.

### Диалектологическая карта 1965 года

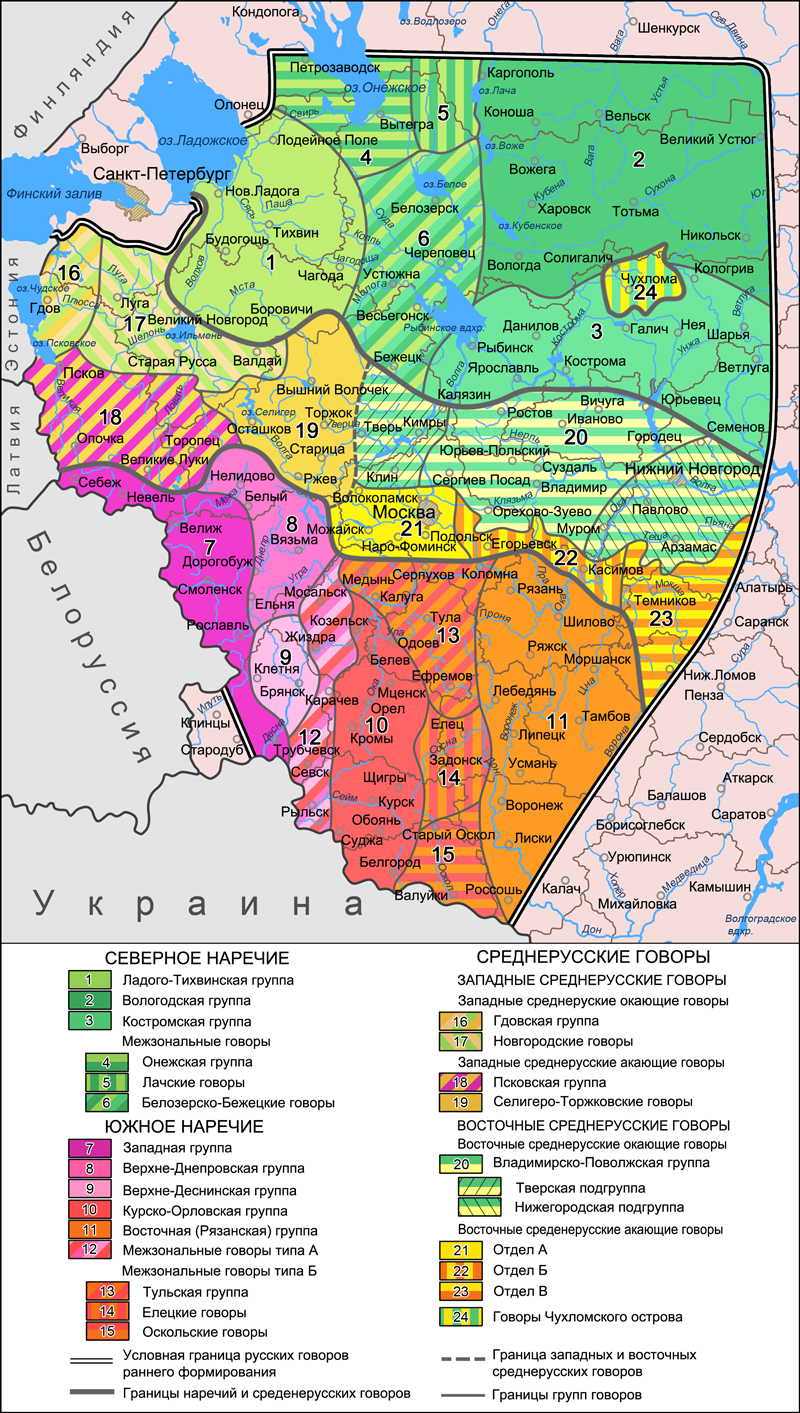
Диалектологическая карта русского языка 1965 года

Дальнейшее развитие русской диалектологии, отражённое в многочисленных публикациях диалектических материалов, исследований разных сторон языковой системы русских говоров, истории диалектов русского языка, выявило необходимость составления новой диалектологической карты.
Составление новой диалектологической карты в 1965 году явилось вторым этапом в изучении русских диалектов и развитии русской диалектологии в целом. Этому предшествовали длительные масштабные исследования 1945—1965 гг., проведённые АН СССР, многими университетами и педагогическими институтами по специальной программе. Итоги изучения русских говоров методами лингвистической географии (созданием диалектологических атласов) отражены в книгах Р. И. Аванесова «Вопросы теории лингвистической географии», Р. И. Аванесова и В. Г. Орловой «Русская диалектология», в которых дано описание произошедших изменений группировок говоров русского языка на диалектологической карте согласно новым данным распространения диалектных явлений, исключены из карты области вторичного заселения, произведено описание языковых единиц всех уровней. Детальное рассмотрение и уточнение новой группировки говоров приводится в работе К. Ф. Захаровой и В. Г. Орловой «Диалектное членение русского языка», изданной в 1970 году. Для составления диалектологической карты были использованы материалы из и «Атласов русских народных говоров центральных областей к востоку от Москвы» Р. И. Аванесова и «Истории русской диалектологии», а также из подготовленных, но не вышедших к тому времени в печать атласов центральных областей к западу от Москвы, северо-западных областей, юго-западных областей и центральных областей к северу от Москвы. На основе этих атласов подготовлен сводный «Диалектологический атлас русского языка. Центр Европейской части СССР».
В результате изучения закономерностей лингвистического ландшафта разработаны характеристики территориальных объединений русского языка, произведено сравнение диалектологических карт 1915 и 1965 гг. (различия в принципах построения, в исходных материалах, охвате территории, границах с украинским и белорусским языками, границах территорий наречий и принципах их определения, введение понятия диалектной зоны); приведены лингвистические явления, не дающие оснований для территориального разделения языка, но отражающие процессы развития русских говоров; на основе анализа изоглосс лингвистических карт, очерчивающих ареалы диалектных явлений, выделены основные территориальные объединения русского языка (наречия, диалектные зоны, группы говоров) приведена их характеристика, карты, отражена история диалектных явлений.

## Сравнение диалектологических карт 1914 и 1965 гг

### Исходные материалы
Исходными материалами для составления карты 1915 года явились ответы на «Программы для собирания сведений, необходимых для составления диалектологической карты русского языка», полученные и обобщённые Московской диалектологической комиссией в начале XX века, а также другие, имевшиеся в то время данные о говорах. Такие материалы собирались неспециалистами, отсутствовал план охвата территорий, не ставилась задача изучения диалектных явлений.
При составлении карты 1965 года были использованы в качестве материалов атласы русских говоров, в которых представлены результаты изучения диалектных различий методами лингвистической географии. Сбор материалов для карты 1965 года имел систематический характер. Материалы для атласов были получены по «Программе собирания сведений для составления диалектологического атласа русского языка», ответы на которые давали всестороннее освещение диалектных явлений без ориентировки на наречия и группы говоров. Сведения собирались филологами по определённой методике, с запланированным охватом территории с расстояниями между населёнными пунктами (жители которых являлись исконными в них) в 18—20 км, и обрабатывались в Институте русского языка АН СССР по каждому языковому явлению.

### Охват территории русских говоров
В диалектологической карте 1915 года выбрана территория, на востоке ограниченная Уральскими горами, на севере Белым морем, на западе и юге пределами распространения восточнославянских языков в Европе. Характер распространения русского языка неодинаков на севере (где русские расселены по берегам рек и морей), на востоке (где русские расселены чересполосно с неславянскими народами в разных соотношениях). Сплошной массив носителей русских говоров находится только в центральной части. В карте 1965 года для изучения выбрана только эта центральная территория, где была установлена основная группировка говоров русского языка.

### Границы с белорусским и украинским языками
Западные и юго-западные территории на карте 1965 года совмещаются по границам России с Белоруссией и Украиной (кроме линии от Белоруссии до Стародуба и Трубчевска). При этом оговаривается неодинаковость отношений пограничных говоров.
Наиболее сложен вопрос разделения русских и белорусских говоров из-за плавности переходов одних в другие. Ряд языковых явлений связывают ареалы русского и белорусского языков между собой (для одного из них они литературные, для другого — диалектные). Одни языковые явления, присущие белорусскому литературному языку, распространены значительно вглубь России (в, чередующееся с w в конце слога и слова и др.), другие размещаются на востоке Белоруссии и в приграничье на западе России. Это связано с обособлением при формировании местных говоров на территориях Полоцкого, Смоленского княжеств, а затем и Литовского государства, относительно говоров более восточных территорий.
Значительные территории на карте 1915 года отнесены или к белорусскому языку (или наречию по терминологии данной карты) в одних случаях (восточнее линии Велиж — Смоленск), или в других случаях как переходные от средневеликорусских к белорусским (к югу от Пскова и к востоку от Великих Лук) и от южновеликорусских к белорусским (к востоку по линии Вязьма — Ельня — Рославль).
При изучении современных говоров данной территории и составлении карты 1965 года был сделан вывод о том, что одинаковые явления на смежных языковых территориях являются компонентами систем двух разных языков. Эти явления существуют в различных связях с другими диалектными явлениями в пределах своих языков. Территории, объединяющие русские и белорусские языковые черты, развиваются в национальных границах разных литературных языков, что имеет для них большое значение. Так, общее для говоров обоих языков, произношение глаголов [мы́йу], [пий] в белорусском устойчиво, а в русских говорах оно исчезает, сосуществуя с литературным произношением [мо́йу], [пей]. Исходя из этого граница на карте 1965 года проведена в основном по государственной границе, при этом подчёркивается, что фактическая граница не является настолько определённой (что показывает отнесение к белорусским говоров в районе Стародуба).
В приграничных областях русского и украинского языков практически нет взаимопроникновения ареалов диалектных явлений, они чётко противопоставляются друг другу (кроме некоторых, таких как употребление сложных предлогов по-за, по-над в приграничной полосе русских говоров). Причиной этого могут быть нестабильность населения этих районов, частые миграции в период набегов степных кочевников, и позднее формирование основного населения носителями уже сложившихся русских и украинских говоров. На карте 1915 года малорусские говоры, переходные к южновеликорусским, занимают незначительную территорию. Более северное распространение украинских говоров объясняется отнесением районов с чересполосным расположением русских и украинских сёл к украинскому языку, даже если в них преобладали численно русские.

### Среднерусские говоры, диалектные зоны и группы говоров
При составлении карты 1915 года возникновение среднерусских говоров объяснялось тем, что северновеликорусское и южновеликорусское наречия сложились в ранний период развития языка без значительного взаимовлияния. В позднее же время при образовании единого великорусского языка влияние наречий друг на друга усилилось. Это привело к тому, что на основе северновеликорусского наречия сложились переходные говоры с южновеликорусскими наслоениями. Подобным образом объясняется и появление переходных говоров с белорусскими наслоениями.
Анализ исторических процессов, расположения и взаимодействия диалектных групп в разные эпохи показывает, что процесс образования среднерусских говоров был длительным, с участием разных диалектных групп, неодинаковым в различные периоды, и проходил одновременно с формированием наречий. При этом не все говоры имели севернорусскую основу, часть говоров обнаруживает южнорусскую основу, у части говоров основу выделить трудно, что объясняется сложностью процесса образования среднерусских говоров в условиях различных междиалектных взаимодействий.
Одним из первых в русской диалектологии подверг критике концепции среднерусских говоров Р. И. Аванесов, предложивший выделять среднерусские говоры первичного и вторичного образования, рассматривая каждую группу с учётом конкретно-исторических процессов их формирования.
Диалектные зоны присутствуют только на карте 1965 года, при изучении лингвистического ландшафта языка были замечены определённые сочетания ареалов языковых черт, не совпадающих с ареалами наречий, в результате чего было предложено второе разделение русского языка (помимо разделения на наречия) — на диалектные зоны.
Разделение территории распространения русского языка на диалектные зоны способствует выявлению языковых связей между группами говоров, и обоснованию проведения границ между группами внутри наречия, а также определению особых переходных говоров (названных межзональными).
Анализ расположения диалектных зон выявляет своеобразные местные тенденции языкового развития на этих территориях на определённых исторических этапах.
Различия в группировках говоров на картах 1915 и 1965 гг. объясняются тем, что, как и к наречиям, к группам говоров применён принцип разделения не по отдельным языковым чертам, а по их комплексу и совмещению ареалов явлений в пределах одной территории. Вследствие этого на карте 1965 года изменились не только границы, но и число, и состав групп (по возможности были сохранены прежние названия говоров на новой карте).
При выделении групп говоров учитывалось расположение сочетания ареалов диалектных зон. Границы групп (условные в реальности плавных переходов от говора к говору) определены по изоглоссам наиболее значительных диалектных явлений, в наибольшей степени выделяющих данную группу. Между основными группами говоров (и диалектными зонами) определены переходные межзональные говоры.

## Принципы и метод составления диалектологической карты 1965 года
Диалектологическая карта 1965 года была составлена на основе систематического изучения лингвистического ландшафта языка (территориального распространения диалектных различий) и присущих ему закономерностей.
Преимущественно рассмотрены двучленные соответственные диалектные явления, различные по характеру территориального распространения (напр., употребление смычно-взрывного согласного г в одних говорах и γ фрикативного в других, противопоставленных первым) перед многочленными (напр., употребление форм имен. пад. мн. числа местоимения 3-го лица оны́, оне́, они́ в различных говорах, не противопоставленных в отношениях двух территорий).
Использован последовательно-синхронный подход к данным лингвистической географии, диалектные объединения выделялись только на основании современных закономерностей распространения языковых явлений. В то же время был учтён генетический подход, так как современные явления в разной степени являются результатом исторического развития лингвистических особенностей. Равнозначно рассмотрены как архаизмы, так и инновации в говорах.
Рассмотрены различия диалектных явлений в фонетике, морфологии и лексике.
Произведено картографирование членов диалектных явлений, их ареалов, ограниченных изоглоссами. Проработаны и оценены все случаи размещения ареалов, изоглосс, схождения изоглосс в пучки. В результате этого выявлены две наиболее значительные территории русского языка по количеству и характеру соответственных явлений — северная и южная. Диалектные черты севера и юга связаны со всеми уровнями языка и представляют собой широкие закономерности фонетического и грамматического характера. Другие случаи попарного разделения территории имеют меньшее количество соответственных явлений, не обладают в полной мере соотносительностью. Выявлены определённо выделяющиеся объединения территориального характера, меньшие по размерам (группы и подгруппы говоров), и произведено описание характерных для них языковых комплексов.
Также выделяются промежуточные территории, где разные явления соседних диалектных объединений выступают в неодинаковом сочетании друг с другом, а окраинные части ареалов взаимопересекаются. Рассмотрены явления, имеющие индивидуальный характер, ареалы которых не сочетаются друг с другом, они распространены или почти на всей территории русских говоров, или в виде мелких ареалов. Они не определяют размещение группировок говоров, но важны для характеристики лингвистического ландшафта языка и изучения проблем исторической диалектологии.

## Критика
В издании «Русской диалектологии» под редакцией Н. А. Мещерского отмечается, что новая классификация русских диалектов (1965 года) обладает рядом преимуществ по сравнению с классификацией 1915 года, но при этом имеет некоторые недостатки, самым существенным из которых признан «тот, что авторы новой классификации произвольно отграничивают ареалы исследуемых говоров, рассматривая лишь те из них, которые отнесены ими к так называемому „раннему“ формированию, то есть, по мнению авторов новой классификации, образовались в период до XV в. Говоры же, квалифицируемые в качестве говоров „позднего“ формирования, вовсе не вошли в новую классификацию, так, например, говоры поморской группы свр. наречия, говоры Среднего и Нижнего Поволжья, Приуралья, Нижнего Придонья и Северного Кавказа».
В издании «Русской диалектологии» под редакцией С. К. Пожарицкой и в работе С. В. Князева «Русская диалектная фонетика» упоминается выделение в классификации 1965 года большого числа ареальных единиц, часть из которых обладает характеристикой, которая основывается на явлениях, редко встречаемых в речи и обнаруживаемых только «при длительном наблюдении над диалектом или при изучении большого количества текстов, притом с опорой на архаический слой говора».